# Gadus
Gadus je rod morskih riba iz porodice Gadidae (tovarke ili ugotice). Najpoznatija vrsta ovog roda je bakalar (gadus morhua). 

## Vrste
1. Gadus chalcogrammus Pallas, 1814
2. Gadus finnmarchicus (Koefoed, 1956)
3. Gadus macrocephalus Tilesius, 1810
4. Gadus morhua Linnaeus, 1758

## Vanjske poveznice
|  | Zajednički poslužitelj ima još gradiva o temi Gadus |
|  | Wikivrste imaju podatke o taksonu Gadus             |